# Wybory parlamentarne w Hiszpanii w 2011 roku

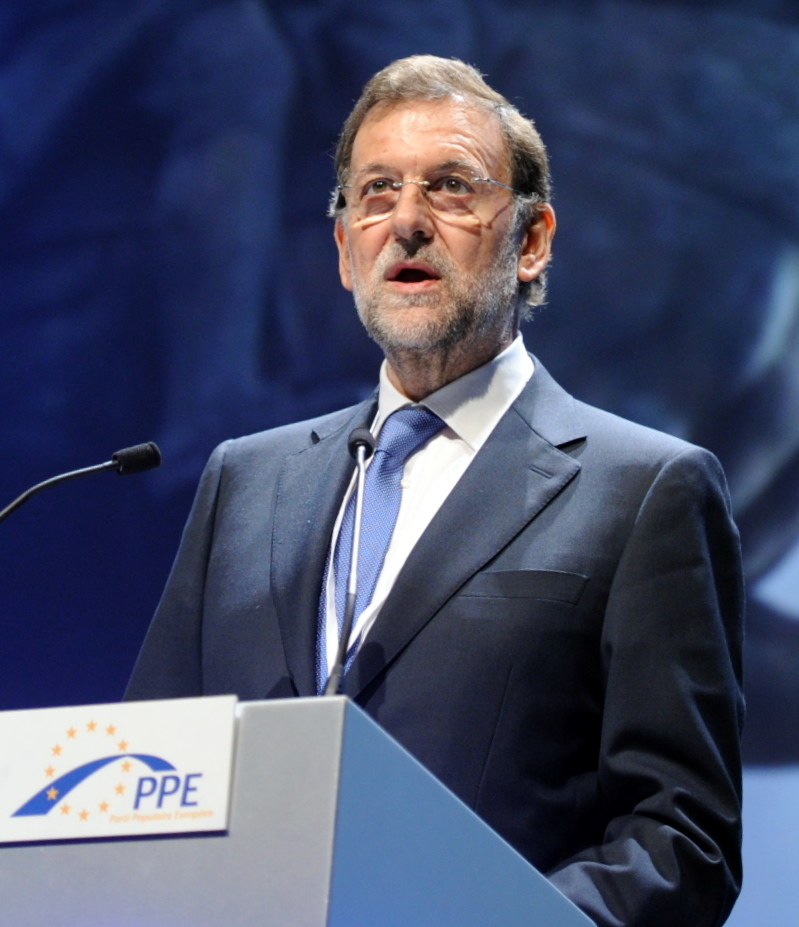
Mariano Rajoy – lider Partii Ludowej

Wybory parlamentarne w Hiszpanii w 2011 roku – przedterminowe wybory do Kongresu Deputowanych i Senatu odbyły się 20 listopada. Przyniosły zwycięstwo centroprawicowej Partii Ludowej nad rządzącą od 2004 roku Hiszpańską Socjalistyczną Partią Robotniczą.

## Przed wyborami
Faworytem głosowania była kierowana przez Mariano Rajoya opozycyjna Partia Ludowa (PP), drugie miejsce według sondaży ze znaczącymi stratami w stosunku do wyborów w 2008 zająć miała rządząca Hiszpańska Socjalistyczna Partia Robotnicza (PSOE), czyli ugrupowanie rządzącego dwie kadencje premiera Zapatero.

## Wyniki
W głosowaniu zwyciężyła Partia Ludowa, która zdobyła większość absolutną w Kongresie Deputowanych i uzyskała najlepszy wynik w swej historii (186 mandatów). PSOE uzyskała jedynie 110 mandatów, co z kolei oznaczało najgorszy wynik w historii tej partii.

### Kongres Deputowanych

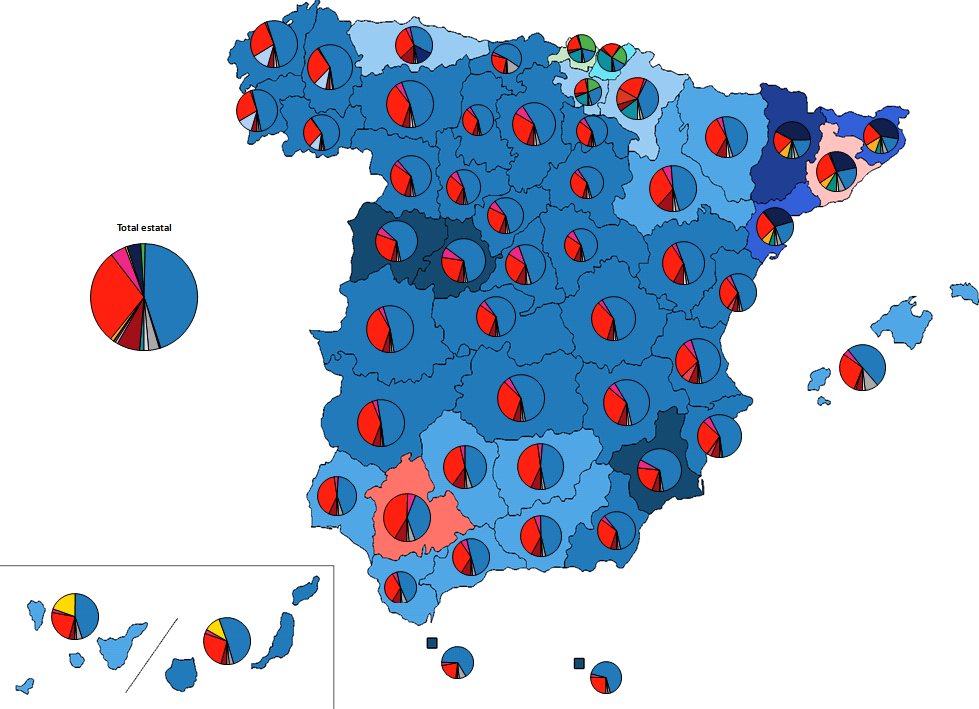
Wyniki w prowincjach

Źródło: hiszpańskie Ministerstwo Spraw Wewnętrznych – wyniki wyborów
| Partia                                      | Głosy      | Procent | Zmiana | Mandaty | Zmiana |
| ------------------------------------------- | ---------- | ------- | ------ | ------- | ------ |
| Partia Ludowa                               | 10 830 693 | 44,62   | 4,68   | 186     | 32     |
| Hiszpańska Socjalistyczna Partia Robotnicza | 6 973 880  | 28,73   | 15,14  | 110     | 59     |
| Zjednoczona Lewica                          | 1 680 810  | 6,92    | 3,15   | 11      | 9      |
| Związek, Postęp, Demokracja                 | 1 140 242  | 4,69    | 3,50   | 5       | 4      |
| Konwergencja i Unia                         | 1 014 263  | 4,17    | 1,14   | 16      | 6      |
| Amaiur                                      | 333 628    | 1,37    | 1,37   | 7       | 6      |
| Nacjonalistyczna Partia Basków              | 323 517    | 1,33    | 0,14   | 5       | 1      |
| Republikańska Lewica Katalonii              | 255 961    | 1,05    | 0,11   | 3       | –      |
| Galicyjski Blok Nacjonalistyczny            | 183 279    | 0,75    |        | 2       | –      |
| Koalicja Kanaryjska                         | 143 550    | 0,59    |        | 2       | –      |
| Koalicja Kompromisu                         | 125 150    | 0,51    |        | 1       | 1      |
| Foro Asturias                               | 99 173     | 0,4     |        | 1       | 1      |
| Geroa Bai                                   | 42 411     | 0,17    |        | 1       | 1      |
| Razem                                       |            | 100%    | -      | 350     | -      |
| Frekwencja                                  | 71,69%     |         |        |         |        |